# جوفان ستويانوفيتش
جوفان ستويانوفيتش هو لاعب كرة قدم صربي في مركز الوسط، ولد في 21 أبريل 1992 في بلغراد في صربيا. لعب مع سيركل بروج ونادي أو إف كيه بيوغراد ونادي فويفودينا.

## وصلات خارجية
- جوفان ستويانوفيتش على موقع قاعدة بيانات كرة القدم.إي يو (الإنجليزية)
- جوفان ستويانوفيتش على موقع Soccerbase.com (لاعب) (الإنجليزية)
- جوفان ستويانوفيتش على موقع Soccerway.com (الإنجليزية)